# Snottertjärnen (Jörns socken, Västerbotten)
Snottertjärnen är en sjö i Skellefteå kommun i Västerbotten och ingår i Byskeälvens huvudavrinningsområde.